# Ecnomus minostylus
Ecnomus minostylus är en nattsländeart som beskrevs av Wolfram Mey 1998. Ecnomus minostylus ingår i släktet Ecnomus och familjen trattnattsländor. Inga underarter finns listade i Catalogue of Life.